# Маврово і Ростуша (община)
Община Маврово і Ростуша (мак. Општина Маврово и Ростуша) — община в Північній Македонії. Адміністративний центр — село Ростуша. Розташована на заході Македонії, Полозький статистично-економічний регіон, з населенням 8 618 мешканців. Площа общини 663,19 км².